# ميخائيل نوفوسيلوف
ميخائيل نوفوسيلوف هو قاتل متسلسل سوفييتي طاجيكي. قتل 22 شخصًا تتراوح أعمارهم بين 6 و50 عامًا، 16 في روسيا وستة في طاجيكستان.
ولد في سارابول. تم الحكم على نوفوسيولوف ما مجموعه ثلاث مرات. كانت الفترة الأولى 17 عامًا بسبب مشاجرة جرح فيها رجلين بسكين. بعد إطلاق سراحه التقى بعاهرة لكنها سخرت بشدة من عدم كفاءته الجنسية، وتوقف عن الثقة بالنساء.
ارتكب جريمة القتل الأولى في مدينة تشيكوفسكي بيرم كراي. كانت الضحية فتاة عشوائية. خوفًا من الاعتقال فر نوفوسيلوف من مكان الحادث، لكن بعد بضع ساعات عاد وارتكب أفعالًا جنسية.
وجد بسهولة لغة مشتركة مع ضحايا المستقبل، ويبدو أنه محترف في مختلف المجالات. قتل بضربة في الرأس بأي شيء ثقيل، ثم خنق وارتكب أفعال جنسية مع جسد الضحية. الاستثناء الوحيد هو القتل المزدوج: بوعده بإعطائهم علكة قام بإغراء فتاة وصبي. قُتل الصبي بقطب كهربائي حاد مخبأ تحت سرج دراجة، وألقيت جثث الأطفال في أريك.
لم تشك السلطات في نوفوسيلوف لفترة طويلة، لأنه ارتكب جرائم في مستوطنات مختلفة، لذلك لم يتم ربطها على الفور كسلسلة. بالإضافة إلى ذلك كان لديه 3 جوازات سفر بألقاب مختلفة، مما سمح له بانتحال شخصية الآخرين.
بعد الإعلان عن عملية بحث روسية بالكامل غادر نوفوسيولوف إلى طاجيكستان، حيث بدأ العمل في مستشفى للأمراض النفسية في دوشانبي. تم اعتقاله عن طريق الخطأ عندما حاول سرقة بندقية هوائية في سنترال بارك دوشانبي. تم وضعه في مركز الاحتجاز السابق للمحاكمة ورفعت قضية جنائية ضده بتهمة السرقة. بعد بضعة أيام ظهرت معلومات تفيد بأن نوفوسيولوف كان يخضع للتحقيق في 3 جرائم قتل مرتبطة بالاغتصاب و9 محاولات لاغتصاب القصر. خلال الاستجوابات اعترف بارتكاب ثلاث جرائم قتل أخرى في طاجيكستان، وكذلك 16 في روسيا (فولغا وأورال وسيبيريا). وأشار إلى مواقع دفن ضحاياه.
وجد أنه مجنون وأرسل إلى إيداع جبري.